# Cinnyris mariquensis
Cinnyris mariquensis е вид птица от семейство Nectariniidae.